# Epitrimerus jaceae
Epitrimerus jaceae är en spindeldjursart som beskrevs av Johan Ivar Liro 1943. Epitrimerus jaceae ingår i släktet Epitrimerus, och familjen Eriophyidae. Arten är reproducerande i Sverige.